# Radovan Radaković
Radovan Radaković (en serbe en écriture cyrillique : Радован Радаковић), né le 6 février 1971 à Zemun (Yougoslavie) et mort le 25 septembre 2022 à Belgrade (Serbie), est un footballeur international serbe qui évoluait au poste de gardien de but. Il s'est reconverti entraîneur.

## Biographie

### Carrière en club
Au cours de sa longue carrière, Radovan Radaković est le gardien de plusieurs équipes comme le FK Zemun, le FK Obilić, le FK Borac Čačak, le RTFCL en Belgique, ou le FK Radnički Kragujevac. Il connaît sa période de gloire avec le FK Partizan Belgrade, entre 2000 et 2004 ; avec ce club, il est deux fois champion national, en 2002 et 2003, et il remporte la coupe de Yougoslavie en 2001. 
En 2004, il s'installe en Autriche, où il devient le gardien de but principal du Sturm Graz. Puis, il rentre en Serbie où il joue en championnat avec le FK Zemun et le FK Voždovac.

### Carrière internationale
En 2001, Radovan Radaković joue deux matchs pour l'équipe nationale de la République fédérale de Yougoslavie en participant deux fois aux tours préliminaires de la Coupe du monde 2002, une fois à Moscou contre la Russie, avec un match qui se termine sur le score 1-1, et une fois à Belgrade contre les îles Féroé, avec un match qui se solde par une large victoire 6-0 de l'équipe yougoslave.

## Palmarès
- Partizan Belgrade
  - Vainqueur du Championnat de Yougoslavie en 2001-2002 et 2002-2003
  - Vainqueur de la Coupe de Yougoslavie en 2001